# Neustadl (Altenmarkt an der Alz)
Neustadl ist ein Gemeindeteil Altenmarkt an der Alz im oberbayerischen Landkreis Traunstein. Der Weiler liegt circa fünf Kilometer westlich von Altenmarkt am linken Ufer des dort kaum eingeschnittenen Obinger Seebachs und ist über die dem Bach entlang verlaufende Bundesstraße 304 zu erreichen.

## Bevölkerungsentwicklung
| Jahr      | 1871 | 1925 | 1950 | 1970 | 1987 |
| Einwohner | 32   | 32   | 43   | 25   | 29   |

## Baudenkmäler
Siehe auch: Liste der Baudenkmäler in Neustadl
- Getreidekasten, erbaut in der ersten Hälfte des 17. Jahrhunderts